# Elisa Platino
Elisa Platino (* 8. Januar 1999 in Meran, Südtirol) ist eine italienische Skirennläuferin. Sie ist weitgehend auf die technische Disziplin Riesenslalom spezialisiert.

## Biografie
Elisa Platino stammt aus Meran-Obermais. Sie war bereits als Kind sportlich vielseitig aktiv und übte sich unter anderem auf dem Einrad, im Kunstturnen und im Tennis. Im Alter von vier Jahren absolvierte sie in Pfelders ihren ersten Skikurs, zwei Jahre später begann sie mit dem Rennsport. Sie besuchte die Sportoberschule Mals und feierte bereits auf Schülerebene einige Erfolge. 2014 gewann sie einen italienischen Juniorenmeistertitel im Skicross.
Platino bestritt im Alter von 16 Jahren in Funäsdalen ihr erstes FIS-Rennen. Zwei Monate später gab sie im Riesenslalom von Sestriere ihr Debüt im Europacup. In den folgenden Wintern gewann sie mehrere FIS- und Jugendrennen in Italien, konnte sich im Europacup aber nicht in den Punkterängen klassieren. Dies gelang ihr erstmals im Februar 2021 im Riesenslalom von Livigno. Ein gutes Jahr später gewann sie in Sestriere überraschend den italienischen Staatsmeistertitel im Riesenslalom und setzte sich dabei dank Laufbestzeit im zweiten Durchgang gegen Weltklasseläuferinnen wie Marta Bassino und Federica Brignone durch. Im Winter 2022/23 verbesserte sie sich im Europacup stark und belegte in Ponte di Legno und Maribor als jeweils Zweite ihre ersten beiden Podestplätze.
Am 15. Januar 2019 gab Platino auf dem Kronplatz ihr Weltcup-Debüt. Vier Jahre danach holte sie mit den Rängen 23 und 16 in Kranjska Gora ihre ersten Punkte. Ein weiteres Resultat in den Punkterängen gelang ihr gegen Ende jener Saison mit Platz 19 in Åre.

## Erfolge

### Weltcup
- 5 Platzierungen unter den besten 20

### Weltcupwertungen
| Saison  | Gesamt | Gesamt | Riesenslalom | Riesenslalom |
| Saison  | Platz  | Punkte | Platz        | Punkte       |
| ------- | ------ | ------ | ------------ | ------------ |
| 2022/23 | 86.    | 35     | 36.          | 35           |
| 2023/24 | 76.    | 60     | 30.          | 60           |

### Europacup
- Saison 2022/23: 3. Riesenslalomwertung
- 7 Platzierungen unter den besten 5, davon 2 Podestplätze

### South American Cup
- 3 Platzierungen unter den besten 10, davon ein Podestplatz

### Weitere Erfolge
- 1 italienischer Meistertitel (Riesenslalom 2022)
- Sieg bei den litauischen Meisterschaften im Riesenslalom 2019
- Sieg bei den lettischen Meisterschaften im Riesenslalom 2021 und 2023
- Sieg bei den irischen Meisterschaften im Riesenslalom 2021
- Sieg bei den österreichischen Meisterschaften im Riesenslalom 2021
- 9 Siege in FIS-Rennen